# Stigmella gynoxyphaga
Stigmella gynoxyphaga (лат.) — вид молей-малюток рода Stigmella (Nepticulinae) из семейства Nepticulidae.

## Распространение
Южная Америка: Эквадор, влажные высокогорные луга парамо, Анды (3990 м).

## Описание
Один из самых мелких представителей всего отряда бабочек. Длина передних крыльев самцов 2,5 мм, размах — 5,6 мм. Цвет серовато-коричневый. Жгутик усика самцов состоит из 43—44 члеников. Гусеницы (зеленого цвета) в ноябре минируют листья растений рода Gynoxys buxifolia (Asteraceae).

## Этимология
Название S. gynoxyphaga дано по роду растения-хозяина гусениц (Gynoxys)  и от латинского слова phaga (поедатель).